# Only the Strong
Albums de Big Noyd
Armed and Dangerous: The Best of Big Noyd
(2003) On the Grind
(2005)
Only the Strong est le deuxième album studio de Big Noyd, sorti le 23 septembre 2003.
L'album s'est classé 27e au Top Independent Albums, 36e au Top Heatseekers et 45e au Top R&B/Hip-Hop Albums.

## Liste des titres
| No  | Titre                                                 | Contient un (des) sample(s) de                                                                       | Durée |
| --- | ----------------------------------------------------- | --- | ----- |
| 1.  | Only the Strong Intro                                 | | 0:30  |
| 2.  | Watch Out                                             | | 3:38  |
| 3.  | Shoot 'em Up (Bang Bang) Part 1                       | Cowboys to Girls des Intruders                                                                       | 3:33  |
| 4.  | Something for All That (featuring Prodigy)            | Roots Mural Theme de Quincy Jones                                                                    | 2:56  |
| 5.  | We Gangsta                                            | | 3:39  |
| 6.  | Being on Point (Prelude)                              | | 0:49  |
| 7.  | All 4 the Luv of the Dough (feat. Prodigy)            | Real Love de Lakeside                                                                                | 3:04  |
| 8.  | Invincible                                            | | 5:20  |
| 9.  | Wildin' on the Tour Bus Skit                          | | 1:06  |
| 10. | Noyd Holdin' It Down (featuring Havoc)                | | 2:56  |
| 11. | Shoot 'em Up (Bang Bang) Part 2 (featuring Mobb Deep) | Shoot 'Em Up Movies de The Deele Bad Boys d'Inner Circle                                             | 3:47  |
| 12. | Air It Out (featuring Havoc)                          | Giving It Back de Phil Hurtt                                                                         | 3:29  |
| 13. | Higher                                                | Your Love Keeps Liftin' Me Higher de Willie Hutch                                                    | 3:10  |
| 14. | Going Right at 'em                                    | Do What You Gotta Do d'Eddie Drennon                                                                 | 3:18  |
| 15. | That Fire                                             | | 3:47  |
| 16. | The Kid Is Nice                                       | | 3:29  |
| 17. | N.O.Y.D                                               | Somebody's Gonna Off the Man de Barry White featuring Love Unlimited et The Love Unlimited Orchestra | 4:13  |